# 上村茂
上村 茂（うえむら しげる、1954年1月28日 - ）は、日本の経営者。オンワード樫山社長、会長を務めた。

## 来歴・人物
福岡県出身。1976年に同志社大学文学部を卒業し、同年に樫山(のちのオンワード樫山)に入社した。2003年5月に常務に就任し、2005年3月には社長に昇格し、2007年9月にはオンワードホールディングス社長にも就任。2008年5月から2009年2月までに特別顧問を務めた。